# Isola Vkhodnoy
L'isola Vkhodnoy è una piccola isola situata a 0,9 km (0,2 miglia nautiche) a sudovest dell'isola Tokarev e a 2,6 km (1,4 miglia nautiche) a nordovest di punta Mabus e fa parte delle isole Haswell nella Terra della Regina Maria in Antartide. È stata mappata per la prima volta dall'americano G.D. Blodgett grazie all'ausilio di fotografie aeree scattate durante l'operazione Highjump della US Navy. Nel 1956 venne fotografata dalla prima spedizione antartica sovietica e indicata sulle loro cartografie come Ostrov Vchodnoj (isola d'ingresso), presumibilmente a causa della sua posizione lungo la rotta verso Mabus Point e la stazione Mirnyj.